# 白石一郎
白石 一郎（しらいし いちろう、1931年（昭和6年）11月9日 - 2004年（平成16年）9月20日）は、日本の作家。

## 略歴・人物
釜山の生まれで本籍は壱岐市。終戦までは釜山、戦後は佐世保市で育つ。長崎県立佐世保北高等学校、早稲田大学政治経済学部卒業。
大学在学中より、懸賞小説に応募を始めた。卒業後はタイヤ販売に従事するが、性に合わずに帰郷。父の経理事務所で働くかたわら、創作活動に励んだ。1955年、「臆病武者」が地方新聞の懸賞に一席入選。作家デビューを果たす。以後、一貫して歴史・時代小説を執筆。2002年に食道がんの宣告を受け、2004年9月20日肺炎により死去。
代表作は直木賞を受賞した『海狼伝』で、ほかにも「海」を舞台にした（または「海」を冠した）作品がいくつかあり、海洋時代小説の第一人者として知られる。このような「海」についてのこだわりは、壱岐出身という自身の生い立ちや「苦心して書き上げた書下ろし長篇小説に『海と虹の城』というタイトルをつけてベテランの編集者に手渡したところ、『海はやめましょう。タイトルに海という字がつく本は売れないんです』」と言われ、それ以来、「そんな馬鹿な！という口惜しまぎれの反発心が、根深く心のどこかに」あったことに起因している（カッコ内引用は『水軍の城』より）。
直木賞には、「孤島の騎士」（1970）、「火炎城」（1974）、「一炊の夢」「幻島記」（1975）、「サムライの海」（1980）、「島原大変」（1982）、「海賊たちの城」（1984）と相次いで候補作となったが、いずれも落選。『海狼伝』（1987）での受賞は、実に候補にあがること八回目、最初の候補作「孤島の騎士」から十七年を経てのことであった。余談だが、「孤島の騎士」は当時選考委員であった海音寺潮五郎に激賞されている。
双子の息子、白石一文・白石文郎とも作家として活動している。一文とは親子二代での直木賞作家となっている。

## 受賞歴
- 1957年 -「雑兵」にて第10回講談倶楽部賞
- 1970年 - 第1回福岡市文学賞
- 1987年 -『海狼伝』にて第97回直木賞
- 1992年 -『戦鬼たちの海—織田水軍の将・九鬼嘉隆』にて第5回柴田錬三郎賞
- 1995年 - 第54回西日本文化賞社会文化部門
- 1998年 - 第2回海洋文学大賞特別賞
- 1999年 -『怒濤のごとく』にて第33回吉川英治文学賞

## 著作

### 長編
- 『鷹ノ羽の城』講談社、1963　のち文庫
- 『長崎隠密坂』講談社、1969　「びいどろの城」文庫
- 『銭の城』光風社書店、1972　のち講談社文庫
- 『火炎城』講談社、1974　のち文庫(大友宗麟を描く）
- 『さいころ武士道』光風社書店、1976　のち「銭の城」講談社文庫に入る
- 『天翔ける女』文藝春秋、1979　のち文庫　(大浦慶を描く）
- 『サムライの海』文藝春秋、1980　のち文庫
- 『黒い炎の戦士 大河伝奇スペクタクル』全5冊 徳間ノベルス 1982-86　のち文庫
  - 唯一のSF作品。のちに、息子の白石一文が自分が原案を担当した「共著」であったことを明かした。
- 『海狼伝』文藝春秋、1987　のち文庫
- 『鳴門血風記』徳間書店、1988　のち文庫
- 『海王伝』文藝春秋、1990　のち文庫
- 『戦鬼たちの海 織田水軍の将・九鬼嘉隆』毎日新聞社、1992　のち文春文庫
- 『海将 若き日の小西行長』新潮社 1993　のち文庫、講談社文庫
- 『風雲児』読売新聞社、1994　のち文春文庫　(山田長政を描く）
- 『南海放浪記』集英社、1996　のち文庫
- 『異人館』朝日新聞社、1997　のち文庫、講談社文庫　（トーマス・ブレーク・グラバーを描く）
- 『怒濤のごとく』毎日新聞社、1998　のち文春文庫　（鄭成功を描く）
- 『航海者 三浦按針の生涯』幻冬舎、1999　のち文庫、文春文庫
- 『海の夜明け 日本海軍前史』徳間書店、1999　のち文庫　（長崎海軍伝習所を描く）

### 短編集
- 『幻島記』文藝春秋、1976　のち文庫
- 『足音が聞えてきた』立風書房、1977　のち新潮文庫、「風来坊」徳間文庫
- 『オランダの星』文藝春秋、1977　のち文庫
- 『秘剣』青樹社、1982　のち新潮文庫
- 『天上の露』青樹社、1983　のち新潮文庫、光文社文庫
- 『島原大変』文藝春秋、1985　のち文庫
- 『幽霊船』東京文芸社、1985　のち新潮文庫
- 『蒙古の槍 孤島物語』文藝春秋、1987　のち文庫
- 『弓は袋へ』新人物往来社、1988　のち新潮文庫
- 『夫婦刺客 傑作時代小説』光文社文庫 1989
- 『海峡の使者』文藝春秋、1989　のち文庫
- 『戦国を斬る』講談社、1990　のち文庫
- 『異国の旗』中央公論社、1991　「切腹」文春文庫
- 『江戸の海』文藝春秋、1992　のち文庫
- 『孤島物語』新潮社、1995　のち文庫、光文社文庫
- 『玄界灘』文藝春秋、1997　のち文庫

### シリーズ（連作）
- 十時半睡事件帖

『庖丁ざむらい』青樹社 1982　のち講談社文庫
『観音妖女』青樹社 1985　のち講談社文庫
『刀』青樹社 1988　のち講談社文庫
『犬を飼う武士』講談社 1991　のち文庫
『出世長屋』講談社 1993　のち文庫
『おんな舟』講談社 1997　のち文庫
『東海道をゆく』講談社 2002　のち文庫
- 『ぎやまん波止場 若杉清吉捕物控』青樹社、1985　「長崎ぎやまん波止場」文春文庫
- 『投げ銛千吉廻船帖』文藝春秋、1994　のち文庫
- 『横浜異人街事件帖』文藝春秋、2000　のち文庫

『生きのびる 横浜異人街事件帖』文藝春秋 2004　のち文庫

### エッセイ
- 『博多歴史散歩 二千年のあゆみ』創元社 1973
- 『戦国武将伝 リーダー達の戦略と決断』文藝春秋、1988　のち文庫
- 『水軍の城』白水社、1990　のち文春文庫
- 『天命を知る 乱世に輝いた男たち』PHP研究所 1992　のち文庫
- 『江戸人物伝』文藝春秋、1993　のち文庫
- 『海よ島よ 歴史紀行』講談社、1994　のち文庫
- 『乱世を切る 歴史エッセイ』講談社文庫、1999
- 『蒙古襲来 歴史よもやま話』日本放送出版協会、2001　のち講談社文庫
- 『海のサムライたち』日本放送出版協会、2003　のち文春文庫